# 屏山镇 (屏山县)
屏山镇是中华人民共和国四川省宜宾市屏山县下辖的一个镇。2019年8月，撤销鸭池乡，将原鸭池乡和大乘镇三合村、马脑村所属行政区域划归屏山镇管辖。

## 行政区划
屏山镇下辖以下村级行政区划单位：
新发社区、蒋坝村、石盘村、丁发村、新农村、大桥村、洪坪村、金象村、柑坳村、寺坪村、王场村、庄子村、凉坝社区村和永康村。